# Bruce Cassidy
Bruce Cassidy es un trompetista, trompista y compositor de jazz y jazz rock, nacido en Fredericton, Nueva Escocia (Canadá), en la década de 1940.

## Historial
Comenzó su actividad musical en Toronto, junto a los también trompetistas Herbie Spanier y Guido Basso, al finalizar la década de 1950. Después se trasladó a Boston, para estudiar en Berklee, tras lo que volvió a la ciudad canadiense, donde tocó entre otros con Rob McConnell. Trabajó después con Doug Reilly y con la banda de jazz rock Lighthouse. Estuvo también en Blood, Sweat & Tears (Nuclear blues, 1980) y había sido durante un tiempo el director musical y arreglista de los discos de David Clayton-Thomas.
Ha trabajado también con otros muchos artistas, como Duke Ellington, Quincy Jones, Dionne Warwick, Anne Murray, Marvin Gaye, Chucho Valdés, y varias orquestas sinfónicas, incluyendo la "Toronto Symphony Orchestra". En 1981 se trasladó a Sudáfrica, donde permaneció varios años combinando su música con el folclore africano, y produciendo y trabajando con artistas locales (Soweto String Quartet). Entre 1995 y 2003 realizó otra larga estancia en Soweto, retornando después a Toronto para centrarse en el trabajo con la trompa, y en el EVI, un sintetizador con forma de trompeta electrónica, inventada por Nyle Steiner. Actualmente dirige su propia banda, "The Hotfoot Orchestra".